# Coryneliospora fructicola
Coryneliospora fructicola är en svampart som först beskrevs av Narcisse Theophile Patouillard, och fick sitt nu gällande namn av Harry Morton Fitzpatrick 1947. Coryneliospora fructicola ingår i släktet Coryneliospora och familjen Coryneliaceae.   Inga underarter finns listade i Catalogue of Life.